# Lokomotiva Pt47

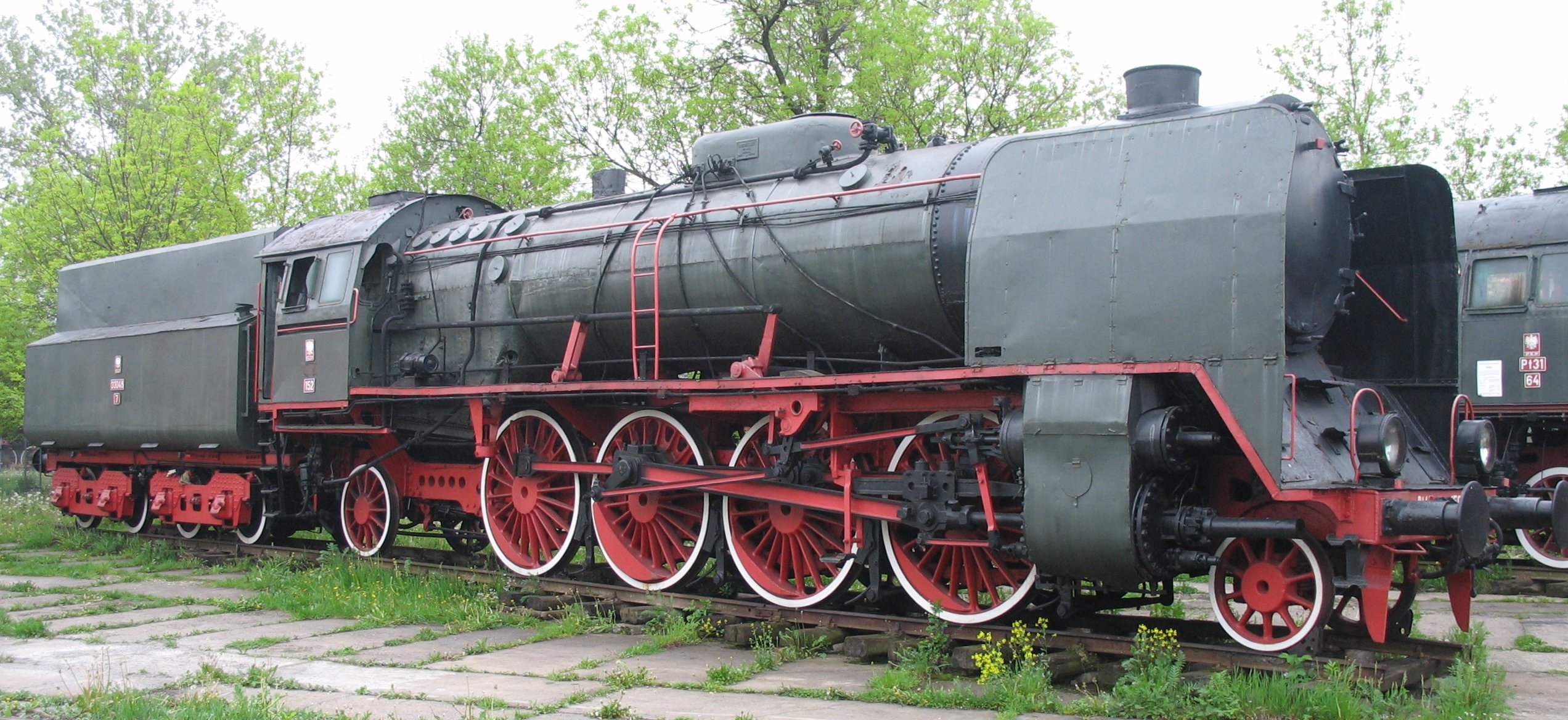
Lokomotiva Pt47-152 v Chabówce

Pt47 je polská parní lokomotiva vyráběná v letech 1948 až 1951 v továrně Fablok (polsky Pierwsza Fabryka Lokomotyw w Polsce Sp. Akc.), v Chrzanově.
Lokomotivy tohoto typu byly používány především na osobní přepravu. Bylo vyrobeno asi 180 kusů.